# Heinrich Kukat
Heinrich Kukat (* 2. März 1891; gestorben 3. April 1920 in Bottrop) war ein deutscher Marineoffizier. Noch zwei Tage vor dem Waffenstillstand von Compiègne am 11. November 1918 versenkte er die HMS Britannia, der letzte Verlust eines Einheitslinienschiffs der Royal Navy im Ersten Weltkrieg und insgesamt das vorletzte Schiff der Briten, welches noch vor Ende des Krieges versenkt wurde.

## Leben
Kukat war einer von drei Söhnen des Cranzer Lehrers Ludwig Kukat und dessen Ehefrau Käthe geb. Szimmat. Sein Bruder Hans war im Ersten Weltkrieg auch als U-Boot-Kommandant aktiv  und versank mit seiner gesamten Besatzung der UC-78 1918 im Ärmelkanal.

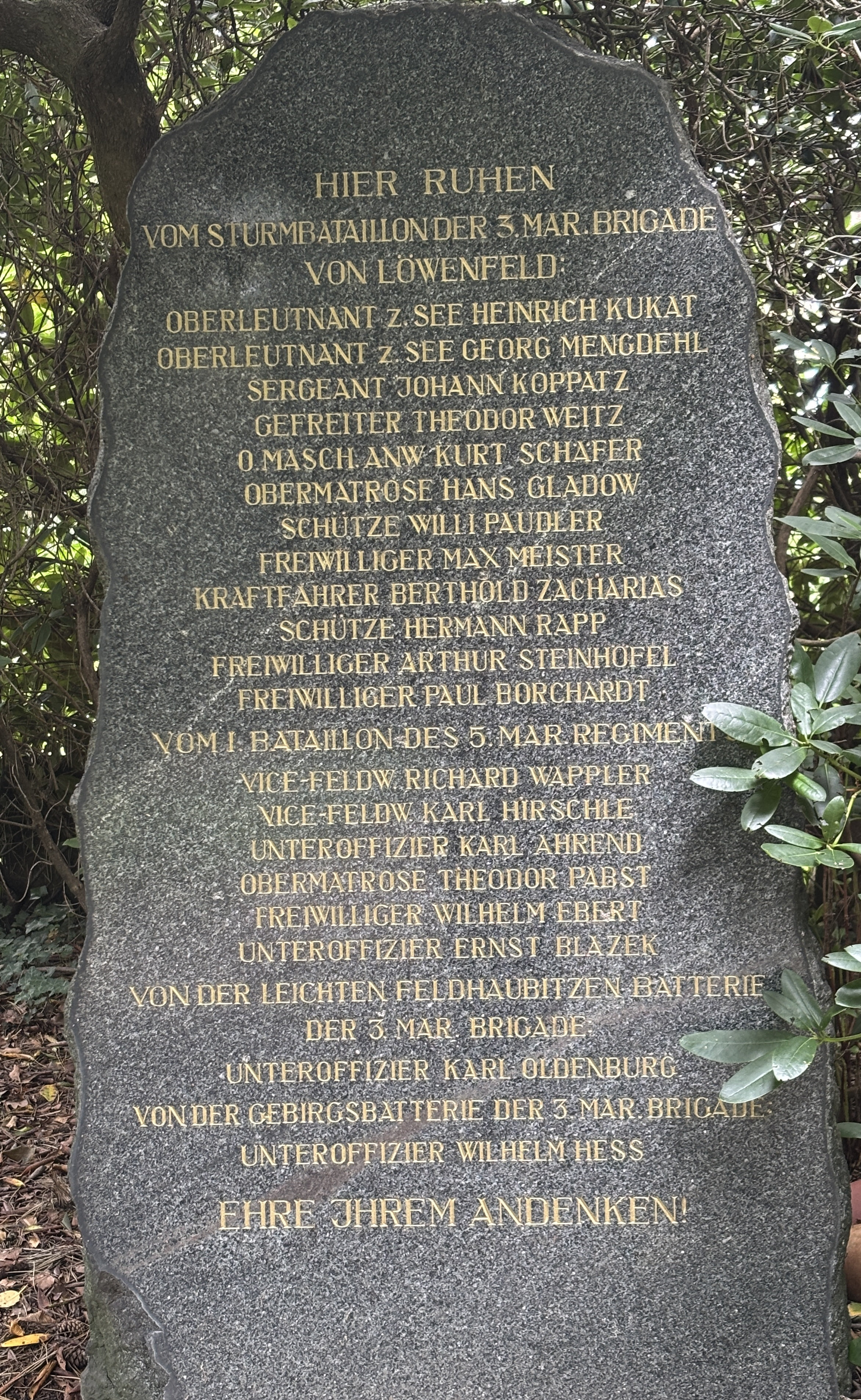
Gedenkstein für die Marine-Brigade von Loewenfeld in Bottrop-Kirchhellen

Kukat trat am 1. April 1910 in die Kaiserliche Marine ein. Nach Ausbruch des Ersten Weltkrieges diente er bis Dezember 1914 als Leutnant zur See auf der Helgoland. Nachfolgend diente er bis Januar 1918 als Wachoffizier auf U 32 unter den Kommandanten Edgar von Spiegel von und zu Peckelsheim (bis März 1916) und Kurt Hartwig (seit März 1916 bis Mai 1918). Bis 1916 wurde ihm das Eiserne Kreuz I. Klasse verliehen.( Bis Juni 1918 diente er dann als Kommandant der UC 20. Bis Kriegsende wirkte er als Kommandant der UB 50. Die von ihm kommandierte UB 50 torpedierte noch am 9. November 1918, 8:08 Uhr mit drei Torpedos das englische Einheitslinienschiff Britannia im Hafen von Gibraltar. Captain Francis F. Caulfield konnte das Schiff trotzdem noch drei Stunden über Wasser halten, weshalb die Verluste mit 51 Toten und 80 Verletzten einigermaßen gering waren. Die HMS Britannia war der letzte Verlust eines Schiffes der Royal Navy im Ersten Weltkrieg.
Weitere Versenkungen waren unter anderem:
- mit UC 20: der Dampfer Verdun, das Passagierschiff Mergellina (nur beschädigt)
- mit UB 50: die Dampfer War Swallow, Messidor, Rutherglen und Magellan

In der Nachkriegszeit schloss sich Kukat der Marine-Brigade von Loewenfeld an. Er befehligte eine Sturmkompanie im Freikorps und beteiligte sich an der Niederschlagung des Ruhraufstandes der Arbeiter 1920, wobei er in Bottrop durch einen schweren Bauchschuss zu Tode kam.
Kukat war der einzige ehemalige U-Boot-Kommandant, der bei paramilitärischer Gewalt starb. Sein Name ist auf dem Ehrengrab des Freikorps Loewenfeld in Kirchhellen aufgelistet.
Kukat war unter seinen Crew-Kollegen sehr geschätzt, darunter auch Martin Niemöller und Karl Dönitz, welcher ihn als „charaktervolle Persönlichkeit von unerschütterlicher Ruhe“ beschrieb.

## Auszeichnungen
- Eisernes Kreuz 2. Klasse und 1. Klasse.[2]
- Königlicher Hausorden von Hohenzollern[13]